# Palle Weis
Palle Grønbæk Weis (født 21. marts 1964) er cand.mag. i historie og Østeuropastudier og er kulturredaktør på Jyllands-Posten siden 2010. Fra 2004 til 2010 var han ansvarshavende chefredaktør på Dagbladet Information. 
Weis var i 1992-1995 oversætter, anmelder og skribent på Politiken, hvorefter han var redaktør på forlaget Samfundslitteratur frem til 1997. Fra 1997-2004 var han redaktør på Kristeligt Dagblad.
Han er uddannet fra Roskilde Universitet, Københavns Universitet, Poznań Universitet, Polen og Durham University, England.